# Centaurea dubjanskyi
Centaurea dubjanskyi — вид квіткових рослин айстрових (Asteraceae). Ендемік середньоєвропейської Росії.

## Морфологічна характеристика
Дворічна трав'яниста рослина. Висота від 35 до 50 см. Стебла поодинокі або нечисленні, прямовисні, поверхня гладка. Нижнє стеблове листя — черешкове, верхнє листя — цілісне.
Кошики на кінцях гілок поодинокі. Квітки жовтого кольору. Плід — сім'янка з чубчиком.

## Середовище
Зростає тільки в Ростовській та Воронезькій областях, біля берегів Дону та Хопра. Росте на незайманих людиною ділянках піщаного степу.